# リング・ラードナー
リング・ラードナー（Ring Lardner, 1885年3月6日 - 1933年9月25日）は、アメリカ合衆国の作家、ジャーナリスト。ジャーナリストで脚本家のリング・ラードナー・ジュニアは息子にあたる。

## 生涯と作品
ミシガン州の裕福な家庭に生まれ、高校卒業後にいくつかの職を経てから新聞South Bend Tribuneの記者として働く。のちにシカゴ・トリビューンに移ってからは記事が全米で掲載され、コラムニストとして有名となる。新聞や雑誌の仕事のかたわらで、野球を題材にしたユーモア小説You know Me Al,（『メジャー・リーグのうぬぼれルーキー』）を発表、人気を呼ぶ。また当時シカゴ・ホワイトソックスの現役投手だったドク・ホワイトとともに、"A Little Puff of Smoke Good Night"や、"Gee It's A Wonderful Game"等の曲を世に出している。
1919年、家族とともにニューヨークへ移り住み、短篇集『大都会』を発表。それ以後も、スポーツ選手、俳優、警官、金婚式の夫婦、看護婦、裕福な家庭の妻、床屋などアメリカのさまざまな人々を題材とした短篇小説を執筆する。ラードナーの作品はサタデー・イブニング・ポストやコスモポリタンなどの雑誌に掲載され、1910年代から1920年代を中心に作家活動を続けた。言い訳をする野球選手を描いた『アリバイ・アイク』の影響により、言い訳をする人物を指す俗語として「アリバイ・アイク」が広まったこともある。著名な友人として、スコット・フィッツジェラルドや編集者のマックス・パーキンズが知られている。
1963年に野球作家にとって最も権威のある賞、J.G.テイラー・スピンク賞を受賞した。

## 主な著書
- 『微笑がいっぱい』　加島祥造訳、新潮社、1970年。
  - 「微笑がいっぱい」 - There Are Smiles
  - 「メイズヴィルの吟遊詩人」 - The Maysville Minstrel
  - 「弁解屋アイク」 - Alibi Ike
  - 「チャンピオン」 - Champion
  - 「当り屋」 - Horseshoes
  - 「ハリー・ケーン」 - Hurry Kane
  - 「この話、もう聞かせたかね」 - Stop Me ... If You've Heard This One
  - 「保養旅行」 - Sun Cured
  - 「古風なクリスマス」 - Old Folks' Christmas
- 『息がつまりそう』　加島祥造訳、 新潮社、1971年。
  - 「息がつまりそう」 - I Can't Breathe
  - 「大都会」 - The Big Town 
  - 「お食事」 - Dinner
  - 「一方的陳述」 - Ex Parte
  - 「結婚記念日」 - Anniversary
  - 「憩いの館」 - Liberty Hall
  - 「愛の巣」 - The Love Nest
  - 「金婚旅行」 - The Golden Honeymoon
- 『ここではお静かに』　加島祥造訳、新潮社、1972年。
  - 「ハーモニイ」 - Harmony
  - 「相部屋の男」 - My Roomy
  - 「でっちあげ」 - A Frame-Up
  - 「キャディの日記」 - A Caddy's Diary
  - 「一族再会」 - Reunion
  - 「コンラッド・グリーンの一日」 - A Day with Conrad Green
  - 「ここではお静かに」 - Zone of Quiet
  - 「冷たい女が好き」 - Some Like Them Cold
  - 「ブルペンにて」 - The Bull Pen
  - 「トムプスンの休暇」 - Thompson's Vacation
  - 「家具商たち」 - I. Gaspiri (The Upholsterers)
  - 「短編小説の書き方」 - How to Write Short Stories
- 『大都会』　加島祥造訳、新書館、1974年。
- 『アリバイ・アイク』　加島祥造訳、新潮社〈新潮文庫〉、1978年／新潮文庫〈村上柴田翻訳堂〉、2016年。
  - 「アリバイ・アイク」
  - 「チャンピオン」
  - 「この話もう聞かせたかね」
  - 「微笑がいっぱい」
  - 「金婚旅行」
  - 「ハーモニイ」
  - 「ここではお静かに」
  - 「愛の巣」
  - 「誰が配ったの？」 - Who Dealt?
  - 「散髪の間に」 - Haircut
  - 「ハリー・ケーン」
  - 「相部屋の男」
  - 「短編小説の書き方」
- 『ラードナー傑作短篇集』　加島祥造訳、福武書店〈福武文庫〉、1989年。
  - 「弁解屋アイク」
  - 「自由の館」
  - 「相部屋の男」
  - 「でっちあげ」
  - 「ハリー・ケーン」
  - 「散髪の間に」
  - 「ハーモニー」
- You Know Me Al (1916)　邦訳『メジャー・リーグのうぬぼれルーキー』　加島祥造訳、筑摩書房〈ちくま文庫〉、2003年。